# 物語 ウクライナの歴史
物語 ウクライナの歴史（ものがたり ウクライナのれきし）は、黒川祐次によって書かれた書籍。

## 概要
2002年8月、中央公論新社より中公新書で刊行。スキタイから1991年のウクライナ誕生までを述べる。2022年2月24日以降、数多くの新聞に書評が掲載される。
2022年ロシアのウクライナ侵攻より売り上げが伸びる。2022年2月まで3万部であったが、同年4月21日の時点で15万部に達する。
2022年3月23日、丸善丸の内本店調べで週間ベストセラーで新書で1位。
2022年4月19日、トーハン調べ週間ベストセラーで新書で2位。
2022年4月、honto月間ランキング総合ランキングで3位。